# 克雷夫科尔
克雷夫科尔（Creve Coeur /ˈkriːv ˈkʊər/），或譯克雷沃克爾，是位於美國密蘇里州聖路易斯縣的一座城市，是大聖路易斯都會區的一部分，人口近兩萬，其中約80%為白人。德鲁瑞酒店和孟山都的總部位於此地。
克雷夫科尔是一個法語詞，本意是“心碎”，此名來自縣內的克雷夫科尔湖。

## 歷史
這裡在公元前9500年至公元1800間為美國原住民佔據，18世紀早期法國探險家來到這裡種田、捕魚。19世紀初一些毛皮獵人開始在此定居。刘易斯与克拉克远征時曾到達過此地。美國內戰時，當地居民到南北參軍的都有，但絕大多數人同情南方。
1949年克雷夫科尔有了建制，在270號州道和40號美國國道修通之後人口大增。

## 外部連接
- City of Creve Coeur official website （页面存档备份，存于）